# Montgomery Village
Montgomery Village é uma Região censo-designada localizada no estado americano de Maryland, no Condado de Montgomery.

## Demografia
Segundo o censo americano de 2000, a sua população era de 38.051 habitantes.

## Geografia
De acordo com o United States Census Bureau tem uma área de 16,9 km², dos quais 16,8 km² cobertos por terra e 0,1 km² cobertos por água.

## Localidades na vizinhança
O diagrama seguinte representa as localidades num raio de 8 km ao redor de Montgomery Village.